# 2988 Корхонен
2988 Корхонен (2988 Korhonen) — астероїд головного поясу, відкритий 1 березня 1943 року.
Тіссеранів параметр щодо Юпітера — 3,354.